# IC 512
IC 512 è una galassia situata nella costellazione della Giraffa; la visuale è pressoché di faccia, ha una forma alquanto circolare, un nucleo centrale di debole luminosità, appena più brillante del disco e i bracci sono troppo tenui per vederli in particolare; ad 1° a SSE c'è GSC 4635:1268, una debolissima stellina di magnitudine 12,9, che è solo prospettica alla galassia.
Quasi nello stesso campo visivo si può notare, a seconda dello strumento impiegato, la debolissima luminosità superficiale di UGC 4612 a 4',5 verso ovest, di magnitudine visuale 15,2 e dimensioni 1',3 x 0',8.
La stella più vicina, per facilitare il puntamento del telescopio, è SAO 1443 di magnitudine visuale 7,89, di tipo spettrale K0,  situata 11',5 a ENE della galassia.